# Secrétaire d'État (aînés)
Pour les articles homonymes, voir Secrétaire d'État.
Le secrétaire d'État (Aînés) est le poste au sein du Cabinet du Canada en charge des questions reliées aux aînés. Le poste a été initialement créé en 2007 dans le 28e conseil des ministres dirigé par Stephen Harper puis nommé ministre d'État (Aînés) entre janvier 2010 et novembre 2015. Le poste est recréé en 2018 dans le 29e conseil dirigé par Justin Trudeau comme ministre des Aînés puis combiné avec le poste de ministre du Travail (désigné comme ministre du Travail et des Aînés) entre juillet 2023 et décembre 2024.
Le 13 mai 2025 le poste de secrétaire d'État (Aînés) est ajouté lors du remaniement du 30e conseil dirigé par Mark Carney.
Un poste similaire, désigné ministre d'État — Troisième âge a également existé à la fin des années 1980 dans le 24e conseil des ministres dirigé par Brian Mulroney.

## Liste des titulaires
| Titulaire Parti                                            | Titulaire Parti                                            | Début                           | Fin                             | Cabinet          |
| ---------------------------------------------------------- | ---------------------------------------------------------- | ------------------------------- | ------------------------------- | ---------------- |
| Ministre d'État — Troisième âge                            | Ministre d'État — Troisième âge                            | Ministre d'État — Troisième âge | Ministre d'État — Troisième âge | 24e (Mulroney)   |
|                                                            | George Hees, Progressiste-conservateur                     | 27 août 1987                    | 14 septembre 1988               | 24e (Mulroney)   |
|                                                            | Monique Vézina, Progressiste-conservateur                  | 15 septembre 1988               | 24 juin 1993                    | 24e (Mulroney)   |
| Secrétaire d'État (Aînés)                                  | Secrétaire d'État (Aînés)                                  | Secrétaire d'État (Aînés)       | Secrétaire d'État (Aînés)       | 28e (Harper)     |
|                                                            | Marjory LeBreton Conservateur                              | 4 janvier 2007                  | 30 octobre 2008                 | 28e (Harper)     |
| Ministre d'État (Aînés)                                    |                                                            |                                 |                                 | 28e (Harper)     |
|                                                            | Marjory LeBreton Conservateur                              | 31 octobre 2008                 | 18 janvier 2010                 | 28e (Harper)     |
|                                                            | Diane Ablonczy Conservateur                                | 19 janvier 2010                 | 3 janvier 2011                  | 28e (Harper)     |
|                                                            | Julian Fantino Conservateur                                | 4 janvier 2011                  | 17 mai 2011                     | 28e (Harper)     |
|                                                            | Alice Wong Conservateur                                    | 18 mai 2011                     | 11 décembre 2013                | 28e (Harper)     |
| 12 décembre 2013                                           | Alice Wong Conservateur                                    | 3 novembre 2015                 |                                 | 28e (Harper)     |
| Pas de titulaire                                           | Pas de titulaire                                           | 4 novembre 2015                 | 17 juillet 2018                 | 29e (J. Trudeau) |
| Ministre des Aînés                                         |                                                            |                                 |                                 | 29e (J. Trudeau) |
|                                                            | Filomena Tassi Libéral                                     | 18 juillet 2018                 | 19 novembre 2019                | 29e (J. Trudeau) |
|                                                            | Deborah Schulte Libéral                                    | 20 novembre 2019                | 26 octobre 2021                 | 29e (J. Trudeau) |
| Pas de titulaire                                           | Pas de titulaire                                           | 27 octobre 2021                 | 25 juillet 2023                 | 29e (J. Trudeau) |
| Fonctions occupées par le ministre du Travail et des Aînés | Fonctions occupées par le ministre du Travail et des Aînés | 26 juillet 2023                 | 19 décembre 2024                | 29e (J. Trudeau) |
|                                                            | Joanne Thompson Libéral                                    | 20 décembre 2024                | 13 mars 2025                    | 29e (J. Trudeau) |
| Pas de titulaire                                           | Pas de titulaire                                           | 14 mars 2025                    | 12 mai 2025                     | 30e (Carney)     |
| Secrétaire d'État (Aînés)                                  |                                                            |                                 |                                 | 30e (Carney)     |
|                                                            | Stephanie McLean Libéral                                   | 13 mai 2025                     | En fonction                     | 30e (Carney)     |

| Début            | Fin              | Ministère responsable                                       |
| ---------------- | ---------------- | ----------------------------------------------------------- |
| 27 août 1987     | 24 juin 1993     | Santé nationale et Bien-être social                         |
| 4 janvier 2007   | 12 décembre 2013 | Ressources humaines et Développement des compétences Canada |
| 12 décembre 2013 | Ce jour          | Emploi et Développement social Canada                       |